# Italie au Concours Eurovision de la chanson 1967
L'Italie a participé au Concours Eurovision de la chanson 1967 le 8 avril à Vienne, en Autriche. C'est la 12e participation italienne au Concours Eurovision de la chanson.
Le pays est représenté par Claudio Villa et la chanson Non andare più lontano, sélectionnés en interne par la RAI.

## Sélection

### Sélection interne
Le radiodiffuseur italien, la Radiotelevisione Italiana (RAI, « Radio-télévision italienne »), sélectionne en interne l'artiste et la chanson représentant l'Italie au Concours Eurovision de la chanson 1967.
C'est la première fois depuis sa première participation que l'Italie ne choisit pas d'utiliser le Festival de Sanremo comme moyen de sélection pour l'Eurovision. Le Festival de Sanremo 1967 a toutefois lieu, Claudio Villa qui remporte cette édition du festival, sera ensuite sélectionné.
| Ordre | Interprète    | Chanson                | Langue  | Traduction               |
| ----- | ------------- | ---------------------- | ------- | ------------------------ |
| 1     | Claudio Villa | Non andare più lontano | Italien | Ne t'éloigne plus jamais |

Lors de cette sélection interne, c'est la chanson Non andare più lontano, écrite, composée et interprétée par Claudio Villa, qui fut choisie. À l'Eurovision, l'interprète est accompagné de Giancarlo Chiaramello comme chef d'orchestre.
Claudio Villa avait remporté le Festival de Sanremo 1967 la même année. Il a auparavant déjà représenté l'Italie lors de l'Eurovision 1962.

## À l'Eurovision
Chaque pays a un jury de dix personnes. Chaque juré attribue un point à sa chanson préférée.

### Points attribués par l'Italie
| 3 points | Luxembourg                                    |
| 2 points | Royaume-Uni                                   |
| 1 point  | Allemagne Finlande Irlande Monaco Yougoslavie |

### Points attribués à l'Italie
| 10 points | 9 points | 8 points | 7 points | 6 points                                              |
| --------- | -------- | -------- | -------- | ----------------------------------------------------- |
|           |          |          |          |                                                       |
| 5 points  | 4 points | 3 points | 2 points | 1 point                                               |
|           |          |          |          | - Belgique - Espagne - Irlande - Suisse - Royaume-Uni |

Claudio Villa interprète Non andare più lontano en seizième position, suivant la Yougoslavie et précédant l'Irlande.
Au terme du vote final, l'Italie termine 11e sur 17 pays, ayant obtenu 4 points au total, provenant de quatre pays,.